# Rosie Perez
Rosa Maria "Rosie" Perez (født 6. september 1964) er en amerikansk skuespiller og koreograf. Ved Oscaruddelingen 1994 blev hun nomineret for en Oscar for bedste kvindelige birolle for sin præstation i Frygtløs.

## Filmografi
- Birds of Prey (2020)